# Jare
Jare är ett samhälle i Bosnien och Hercegovina.   Det ligger i entiteten Federationen Bosnien och Hercegovina, i den södra delen av landet, 80 km sydväst om huvudstaden Sarajevo. Jare ligger 268 meter över havet och antalet invånare är 904.
Terrängen runt Jare är varierad. Runt Jare är det ganska tätbefolkat, med 93 invånare per kvadratkilometer.. Närmaste större samhälle är Mostar, 12,8 km öster om Jare. 
Omgivningarna runt Jare är en mosaik av jordbruksmark och naturlig växtlighet.